# فهرست قالب‌های باز
فهرست قالب‌های باز (انگلیسی: List of open formats)
یک «قالب باز» نوعی قالب پرونده برای نگه‌داری داده‌های دیجیتال است که به کمک مشخصاتی که معمولاً توسط سازمان استانداردسازی منتشر و نگه‌داری می‌شوند تعریف می‌شود. این قالب‌ها می‌توانند توسط هر کسی مورد استفاده قرار گرفته و پیاده‌سازی شوند. به عنوان مثال، یک قالب باز می‌تواند تحت پروانه‌های مرسوم نرم‌افزار انحصاری و نرم‌افزار آزاد/متن باز مورد استفاده قرار بگیرد. در مقابل قالب‌های باز، قالب‌ها انحصاری قرار دارند که به عنوان اسرار تجاری شناخته می‌شوند. اگر یک قالب باز توسط عواملی نظیر حق تکثیر، ثبت اختراع، نماد بازرگانی یا محدودیت‌های دیگری نظیر نبودن در مالیکیت عمومی محدود نشده باشد، تحت عنوان قالب آزاد نیز خوانده می‌شود. چنین قالبی می‌تواند توسط هر شخصی و به هر منظوری، بدون هزینه مالی مورد استفاده قرار گیرد.

## چند رسانه ای

### تصویر
| نام قالب  | توضیحات                                                                                  |
| --------- | ---------------------------------------------------------------------------------------- |
| APNG      | این نوع پرونده به شما اجازه کار با پرونده‌های پی ان جی متحرک را می‌دهدو مشابه قالب gif است |
| FLIF      | قالب آزاد بدون اتلاف تصویر                                                               |
| GBR       | یک قالب دودویی و دوبعدی تصویر که در واقع برای برد چاپی pcb در صنعت استاندارد است         |
| GIF       | قالب مبادله تصاویر (تصاویر متحرک)                                                        |
| JPEG 2000 | نوعی قالب تصویر که توسط iso/iec استاندارد سازی شده                                       |
| MNG       | تصاویر متحرک / بر پایهٔ png                                                               |
| OpenEXR   |                                                                                          |
| PNG       | یک قالب تصویری شطرنجی که توسط iso/iec استاندارد سازی شده                                 |
| SVG       | یک قالب تصویری برداری که توسط iso/iec استاندارد سازی شده                                 |
| WebP      | یک قالب تصویر، توسعه یافته توسط گوگل                                                     |
| XPM       | نوعی قالب تصویر که توسط سیستم پنجرهٔ x استفاده می‌شود                                      |

### صدا
| نام قالب                   | توضیحات |
| -------------------------- | --- |
| ALAC                       | کدک بی اتلاف صدا - سابقا فرمتی انحصاری برای اپل بوده |
| FLAC                       | کدک بی اتلاف صدا |
| DAISY Digital Talking Book | قالب کتاب صوتی |
| Musepack                   | یک کدک صدا |
| MP3                        | کدک اتلافی صدا - سابقا دارای پتنت بوده |
| Ogg                        | مخزنی برای قالب‌های صوتی Vorbis,FLAC,SpeexوOpus و قالب تصویری Theora که یک قالب آزاد است                                                                   |
| Opus                       | یک قالب صوتی فشردهٔ اتلافی توسعه یافته توسط IETF. مناسب برای سرویس‌های VoIP، ویدئوکنفرانس (فقط صدا)، مخابرهٔ موسیقی روی اینترنت و کاره‌های پخش زنده (فقط صوت) |
| Speex                      | کدک مخصوص سخنرانی |
| Vorbis                     | یک قالب با اتلاف فشرده‌سازی صدا |
| WavPack                    | یک قالب هیبریدی (اتلافی/بی اتلاف) |

### ویدئو
| نام قالب       | توضیحات                                                                      |
| -------------- | ---------------------------------------------------------------------------- |
| Dirac          | یک قالب فشرده‌سازی شده که از هر دو فشرده‌سازی بی اتلاف و اتلافی پشتیبانی می‌کند |
| Matroska (mkv) | نگهدارندهٔ تمام انواع چندرسانه ای - صدا، تصویر، ویدئو، زیرنویس                |
| WebM           | یک قالب نگهدارندهٔ صدا/تصویر                                                  |
| Theora         | یک قالب ویدئویی با فشرده سازی اتلافی                                         |

### غیره
| نام قالب | توضیحات                                                               |
| -------- | --------------------------------------------------------------------- |
| CMML     | ابرداده و زیرنویس زمان‌دار                                             |
| SMIL     | یک قالب برای سیاه نمایه و ادغام زبان‌های چندرسانه ای                   |
| VRML/X3D | یک قالب ریل تایم پرونده‌های سه بعدی که توسط iso/iec استاندارد سازی شده |
| XSPF     | یک قالب نگهداری سیاه نمایه                                            |

## متن
| نام قالب                               | توضیحات |
| -------------------------------------- | --- |
| Plain text                             | کدگذاری شده در کدگذاری‌های گوناگون غیر اختصاصی، مانند اسکی |
| CSV                                    | مقادیر با ویرگول از هم جدا شده، به صورت رایج برای صفحات گسترده با پایگاه‌داده‌های ساده استفاده می‌شود |
| HTML                                   | زبان توصیفی فرامتن یا(HTML)زبان توصیفی اصلی برای ساختن صفحات وب و دیگر اطلاعاتی است که می‌توانند در صفحات وب نمایش داده شوند |
| Unicode Transformation Formats         | کدبندی نویسه با پشتیبانی تمام زبان‌ها و اسکریپت‌های عمومی |
| Markdown                               | زبان توصیفی سبک که به اچ‌تی‌ام‌ال تبدیل می‌شود |
| DVI                                    | مستقل از دستگاه |
| DocBook                                | بر اساس ایکس‌ام‌ال استاندارد برای انتشار کتاب |
| Darwin Information Typing Architecture | قالب براساس ایکس‌ام‌ال و سازگار برای مستندات فنی نگهداری شده بوسیله کنسرسیوم OASIS |
| ePub                                   | استاندارد شده برای کتاب‌های الکترونیکی بروسیله انجمن بین‌المللی نشر دیجیتال IDPF |
| FictionBook                            | قالب کتاب الکترونیکی بر اساس ایکس‌ام‌ال که در روسیه شروع و به محبوبیت رسید |
| LaTeX                                  | زبان توصیفی سند |
| Ofice Open Xml                         | یک قالب نویسه قالب بندی شده. (ISO/IEC 29500:2008). |
| OpenDocument                           | یک قالب نویسه قالب بندی شده. (ISO/IEC 26300:2006) |
| OpenXPS                                | استاندارد آزاد برای زبان توصیف صفحه و قالب سند ثابت |
| PDF                                    | یک فرمت مالکیتی استاندارد بود. با این حال بعضی فناوری‌ها برای پیاده سازی که فقط توسط ادوبی مالکیتی باقی مانده‌اند این پیش‌نیازها را شامل نمی‌شوند. نسخه‌های متعددی از پی‌دی‌اف استاندارد سازی شده‌اند تا نیاز‌های متنوعی را مرتفع سازند. |
| PostScript                             | یک زبان توصیف صفحه و یک زبان برنامه نویسی، در شروع به عنوان یک استاندارد خصوصی ولی هم‌اکنون آزاد |
| XHTML                                  | (زبان نشانه گذاری قابل توسعه) از خانواده زبان‌های نشانه گذاری ایکس‌ام‌ال که گسترش یافته نسخه‌هایی است که به طور گسترده استفاده می‌شوند مانند اچ‌تی‌ام‌ال، زبانی که صفحات وب به آن نوشته می‌شوند.                                         |
| ZIM                                    | قالب پرونده‌ای که محتوای ویکی را برای استفاده برون خط ذخیره می‌کند |

## بایگانی و فشرده‌سازی
| نام قالب | توضیحات                                                                                                 |
| -------- | --- |
| 7z       | برای بایگانی و/یا فشرده‌سازی                                                                             |
| B1       | برای بایگانی و/یا فشرده‌سازی                                                                             |
| bzip2    | برای فشرده‌سازی                                                                                          |
| gzip     | برای فشرده‌سازی                                                                                          |
| lzip     | برای فشرده‌سازی                                                                                          |
| MAFF     | برای بایگانی صفحات وب، بر اساس ZIP                                                                      |
| PAQ      | برای فشرده‌سازی                                                                                          |
| SQX      | برای بایگانی و/یا فشرده‌سازی                                                                             |
| tar      | برای بایگانی                                                                                            |
| xz       | برای فشرده‌سازی                                                                                          |
| ZIP      | برای بایگانی و/یا فشرده‌سازی، پایه قالب آزاد است اما برخی نسخه‌های جدید دارای کمی ویژگی‌های پتنت شده هستند |

## دیگر
| نام قالب                 | توضیحات                                                                          |
| ------------------------ | -------------------------------------------------------------------------------- |
| CSS                      | صفحهٔ استایل‌ها، عموما کنار (X)HTML استفاده می‌شود، استاندارد سازی شده توسط WC3     |
| DjVu                     | یک قالب پرونده برای عکس‌ها یا مستندات اسکن شده                                    |
| EAS3                     | یک پرونده قالب دودویی برای داده‌های ممیز شناور                                    |
| ELF                      | یک قالب قابل اجرا شدن و قابل مرتبط شدن                                           |
| FreeOTFE                 | یک ظرف برای داده‌های رمزگذاری شده                                                 |
| GPX                      | قالب چند سکویی برای نگه داری آرایه‌های چند بعدی میان بقیهٔ ساختار‌های دا            |
| Hierarchical Data Format | یک قالب داده چند سکویی برای ذخیره آرایه‌های چند بعدی در کنار دیگر ساختمان‌های داده |
| HTML/XHTML               | زبان توصیفی برای صفحات وب                                                        |
| iCalendar                | قالب داده تقویم                                                                  |
| IFC                      | مدل داده‌ای توصیفی برای ساختار داده‌های صنعتی                                      |
| JSON                     | قالب نشان‌گذاری شی - زیرمجموعهٔ YAML                                               |
| LTFS                     | پرونده سیستم نوار خطی                                                            |
| NetCDF                   | برای داده‌های علمی                                                                |
| NZB                      | قالب پرونده‌های چند قطعه‌ای دودویی روی یوزنت                                       |
| RSS                      | سندیکا                                                                           |
| SDXF                     | قالب تبادل داده ساختار                                                           |
| SFV                      | قالب چکسام                                                                       |
| LUKS                     | رمزگذاری-دیسک که در اصل برای لینوکس طراحی شده                                    |
| TrueCrypt                | پروژه رها شده ظرف برای داده رمزگذاری شده                                         |
| WOFF                     | پرونده قالب قلم استفاده شده در صفحات وب                                          |
| XML                      | زبان توصیفی همه منظوره، استاندارد سازی شده بوسیله W3C                            |
| YAML                     | قالب ترتیبی داده‌های قابل خواندن برای انسان                                       |